# 三塩化窒素
三塩化窒素（さんえんかちっそ、英: nitrogen trichloride）は、化学式が NCl3 で表される窒素の塩化物である。単に塩化窒素といった場合、普通は三塩化窒素のことを指す。トリクロロアミン、トリクロラミンとも呼ばれる。常温で、揮発性と刺激臭を持つ黄色の油状液体。

## 化学的性質
殺菌力は弱く、残留性が高い。毒性がある。
含窒素化合物と塩素の反応の副生物としてしばしば生成する。単離精製した場合非常に不安定で、光や水が存在すると通常24時間以内に分解する。純粋な三塩化窒素と有機化合物や触媒表面を接触させた状態で衝撃を与えると、自己反応熱によって爆発が起こる。
硝酸アンモニウムなどアンモニウム塩の溶液に塩素ガスを通じることにより、三塩化窒素が黄色の油滴として生成する。
非常に強力な爆発物であり、凍結、加熱、日光、テルピネンなどの有機化合物との接触などによって容易に爆発する。ハンフリー・デービーは三塩化窒素の爆発事故によって一時的に視力を失った。そのときデービーは若い助手を喧嘩のかどで解雇していたこともあり、マイケル・ファラデーを新たな助手として雇うことになった。
三塩化窒素はエイジーン (Agene) の名で商品化され、漂白剤や小麦粉の熟成に用いられていた。
クロラミンで水道水を消毒する際に少量生成することがある。
2003年、ベルギーの研究者によって小児喘息の増加は三塩化窒素と関連がある可能性が報告された。脳に深刻な被害を与える可能性も示唆されている。